# Leandro Benegas
Leandro Iván Benegas (Mendoza, Argentina, 27 de noviembre de 1988) es un futbolista argentino nacionalizado chileno. Juega como delantero y actualmente se desempeña en  Unión La Calera de la Primera División de Chile.

## Trayectoria

### Inicios en el fútbol argentino
Comenzó en las inferiores de Independiente Rivadavia de Mendoza. Allí debutó en primera con solo 16 años cuando la "Lepra" jugaba en el Torneo Argentino A el año 2006. Sus buenas condiciones hicieron que River Plate lo fiche en el año 2007 para jugar en 4.ª división, donde fue el goleador de los Millonarios anotando 17 goles, que incluso lo llevaron a concentrar varias veces con el primer equipo, aunque no llegó a ir al banco de relevos.
Por eso, decidió retornar a Mendoza para jugar la Primera B Nacional con Independiente Rivadavia, en sus dos temporadas y media con el conjunto mendocino jugó 42 partidos y marcó seis goles, luego le llegaría la gran oportunidad de jugar en 1.ª nuevamente. En el año 2009 Huracán lo contrató, si bien tuvo un primer semestre con algunas complicaciones físicas jugando solo cuatro encuentros por el Torneo de Apertura 2009, al año siguiente en el Torneo de Clausura 2010 tendría más regularidad jugando trece encuentros y marco apenas un gol, contra Rosario Central en el Estadio Gigante de Arroyito por la Fecha 11 del campeonato el día 26 de marzo de 2010, ingresó al minuto 85' de partido por Gino Clara y cinco minutos después anotó el 2-0 final sobre el final del encuentro, convirtiendo así su primer gol con la camiseta del "Globo" en 11 partidos para el delantero mendocino.
Al término del Clausura 2010 y en busca de más continuidad, viaja a Comodoro Rivadavia, donde es fichado por la CAI teniendo un importante semestre con goles a Ferro y Chacarita en Buenos Aires, todo válido por la Primera B Nacional (segunda categoría del fútbol argentino). Después de un breve paso por Deportivo Armenio, llega a Deportivo Laferrere de la Primera C (4.ª división en Argentina). El Campeonato de Primera C 2011-12 fue excelente para Benegas. Anotó 13 goles, siendo el goleador de su equipo que terminó quinto en el torneo, por lo que jugaron un torneo reducido con la opción de ascender a la Primera B Metropolitana, algo que no se concentraría, de todos modos Benegas rápidamente se ganó el cariño de la gente de Lafe. Esa gran temporada hizo que sea contratado por Unión La Calera, de la Primera División de Chile.

### Llegada a Chile y explosión en Unión La Calera

#### Temporada 2012
Su debut en el conjunto calerano se produjo el 29 de julio de 2012 por la cuarta fecha del Torneo de Clausura frente a Colo Colo en el Estadio Municipal Lucio Fariña Fernández ingresando al minuto 71' por Gastón Cellerino, marcaría el uno a uno final al minuto 90+2 de partido tras un grueso error defensivo, tres fechas después anotó nuevamente en la caída por 1-3 frente a Unión San Felipe. El 10 de octubre marcó su tercer gol como calerano en la victoria por 2-1 sobre la Universidad de Chile por la Copa Chile 2012-13.
El conjunto cementero realizaría una pobre actuación en el Torneo de Clausura 2012 terminando antepenúltimo en la tabla (17°) con solo quince puntos en 17 jornadas y Benegas en su primer semestre jugando por el elenco de la región de Valparaíso jugó 8 encuentros (cuatro de ellos de titular) marcando dos goles, estando 427 minutos en cancha, mientras que por la Copa Chile 2012-13 jugó cinco partidos marcando un gol.

#### Temporada 2013
Para el Torneo de Transición 2013 se consolidaría como titular en el conjunto calerano jugando 16 partidos, marcando 6 goles siendo el goleador de su equipo: marcándole a Deportes Antofagasta, Santiago Wanderers (doblete), Rangers, Unión Española y a Cobresal.
Ya en el Torneo de Apertura del mismo año no podría mantener sus dos buenos primeros semestres con el equipo calerano y solo marcaría dos goles en doce actuaciones.

#### Temporada 2014
En 2014 tendría un año soñado y a la vez fue el mejor de su carrera.
El Torneo de Clausura no podría empezar mejor para el ya que marcó un "poker" (cuatro goles) en la goleada de Unión La Calera por 5-1 sobre Cobresal por la primera fecha del torneo, cinco fechas después volvería a marcar el gol del triunfo en la victoria por la cuenta mínima sobre Audax Italiano, luego anotaría un doblete en el triunfo por 3-2 sobre Deportes Antofagasta por la Fecha 9. Volvería a marcar de a dos en la goleada por 4-0 sobre Unión Española por la fecha 14 del torneo y marcó su 10.º gol en el Clausura en el empate a uno frente a la Universidad Católica por la última fecha. Finalmente su equipo terminaría en el 13° lugar del Clausura y en la tabla acumulada terminaron antepenúltimos solo por delante de los descendidos Everton y Rangers. Benegas sería uno de los puntos altos de su equipo tras marcar 10 goles en 15 partidos disputados y ser el cuarto goleador del torneo.
Mientras que por la Copa Chile 2014-15 seguiría en un alto nivel al marcar cuatro goles en cinco partidos, lamentablemente su equipo terminaría eliminado en fase de grupos.
Durante el Torneo de Apertura 2014 seguiría marcando goles y se transformaría en uno de los mejores jugadores del campeonato nacional.
Comenzó anotando desde la primera jornada del campeonato marcando un gol en la derrota por 1-2 sobre O'Higgins, en la siguiente fecha marcaría un doblete en la victoria por 3-0 sobre Barnechea, anotaría por tercera fecha consecutiva en el sufrido triunfo por 3-2 de local sobre Deportes Antofagasta el 1 de agosto. Tras dos meses sin anotar, el 4 de octubre volvería a inflar las redes en la victoria calerana por 2-1 sobre Cobresal, una semana después marco un triplete en la goleada por 4-0 sobre Huachipato. El 2 de noviembre marcó su noveno gol en el torneo tras igualdad 2-2 con Audax Italiano por la Fecha 13 y en la decimoquinta jornada del torneo anotó en la caída por 2-3 sobre Palestino. Su equipo mejoraría en cuanto a torneos anteriores y finalizó en el noveno lugar con 22 puntos a solo tres de la Liguilla Pre-Libertadores, Benegas sería uno de los referentes del equipo jugando 15 duelos y marcando 10 goles, sus buenas actuaciones llamaron la atención de los clubes grandes de Chile. Como dato por campeonatos nacionales anotó veinte goles convirtiéndose en el tercer goleador del fútbol chileno en 2014 detrás de Patricio Rubio (22) y Esteban Paredes (28).

### Universidad de Chile
El 11 de diciembre del año 2014, el delantero argentino de 26 años ficha por la Universidad de Chile, el cual compra el total de su pase en un monto de US$950.000 dólares y convirtiéndose en el primer refuerzo del campeón vigente para el Torneo de Clausura 2015, firmando por cuatro años siendo presentando con la camiseta 27.
Torneo de Clausura y Copa Libertadores 2015
Su debut en el cuadro universitario fue el 3 de enero de 2015 por la primera fecha del mencionado torneo frente a Cobresal en el Estadio El Cobre, ingresando al minuto 62' por Ramón Fernández teniendo un bajo encuentro recibiendo amarilla y aportando escaso fútbol en los 28 minutos que jugó en la igualdad 1-1 en el norte, el 10 de enero debutó como titular por la segunda fecha frente a O'Higgins en el Nacional y marcó un gol en el triunfo de la U por 3-0, en la siguiente fecha marcó su tercer gol como azul en la caída por 2-3 frente a Santiago Wanderers en Valparaíso. Por la quinta fecha volvió a anotar en la igualdad por 2-2 frente a Huachipato, anotó el 1-1 parcial al minuto 45+1' de chilena, logrando así su cuarto gol en cinco partidos, tras esto realizó un gesto obsceno a su propia hinchada que le terminó costando la expulsión y recibiendo una fecha de castigo, por la Fecha 9 anotó en la caída de local de la "U" por 2-3 frente a Audax Italiano.
El 14 de marzo fue su debut en Superclásicos donde los azules se enfrentaron a Colo Colo en el Nacional y caerían 2-1, Benegas ingresó al minuto 79 por Gustavo Canales, cuatro días después marcó su primer gol en torneos internacionales en la caída por 5-3 sobre The Strongest en Bolivia marcando el 1-0 parcial al minuto 21 y luego asistió a Sebastián Ubilla, esto válido por la Copa Libertadores 2015. Tras más de un mes sin anotar lo hizo el 26 de abril en el triunfo por 2-1 sobre Ñublense por el Torneo de Clausura; y cerró su semestre el día 3 de mayo en la última fecha del campeonato ya con la U sin jugarse nada frente a Unión La Calera (su exequipo), anotó su noveno gol como azules en la caída por 1-2.
Su primer semestre como "laico" sería más que bueno, para empezar su equipo terminó en el séptimo lugar del Clausura donde Benegas jugó 15 partidos (8 de titular) marcando ocho veces y jugando 907' minutos, mientras que por la Copa Libertadores quedaron en fase de grupos donde el argentino jugó los seis encuentros marcando una vez.
Torneo de Apertura y Copa Chile 2015
El 28 de agosto volvió a anotar en la igualdad 4-4 frente a Palestino esto por la quinta fecha del Torneo de Apertura 2015 jugando nueve minutos en aquel encuentro, el 18 de octubre volvió a anotar en la caída por 4-1 sobre Universidad de Concepción por el mencionado torneo. El 2 de diciembre de 2015 se jugó la Final de la Copa Chile entre los dos clubes más grandes del país: Colo Colo y la U en el Estadio La Portada de La Serena. Los azules comenzaron abriendo la cuenta con gol de Mathías Corujo al minuto 21, Benegas ingresaría al 76 de partido por Patricio Rubio, ya en el minuto 90+2' cuando el partido culminaba Luis Pedro Figueroa de rebote igualó las acciones y todo derivó a que el campeón se definiera en penales tras igualar 1-1 en los 90 minutos donde la "U" ganó por 5-3 tras el penal de Johnny Herrera que le dio el título a los azules en la denominada "final soñada" y a la vez en la cara del archirrival.
Por el Torneo de Clausura 2015 su equipo terminaría en un paupérrimo undécimo lugar y Benegas bajaría su rendimiento comparado al torneo anterior marcando solo dos goles en once encuentros, mientras que por la Copa Chile jugó 12 partidos marcando tres goles, torneo en el que fue campeón frente a Colo Colo y además también ganó la Supercopa de Chile 2015 aunque en este torneo no vería acción.

### Cesiones a Audax Italiano y Palestino
Audax Italiano
En enero del año 2016 el DT de Universidad de Chile Sebastián Beccacece decide prescindir del jugador, ya que no lo tiene en sus planes, por lo cual el jugador recaló finalmente en calidad de préstamo en Audax Italiano por un periodo de 6 meses durante todo el Torneo de Clausura.
En ese mismo torneo debutó por el conjunto de colonia, por la segunda jornada frente a Colo Colo, jugando de titular todo el encuentro en la caída por 3-0 de local, en la séptimo fecha vino su primer gol como audino en el empate 2-2 frente a O'Higgins y una fecha después marcó nuevamente en la igualdad 1-1 con Deportes Iquique.
Tendría un paso para el olvido por el equipo de Santiago marcando apenas dos goles en diez partidos.
Palestino
El segundo semestre de 2016 se va a préstamo a Palestino.
Debutó en el conjunto árabe el 9 de julio de 2016 contra Coquimbo Unido por la ida de la Primera ronda de la Copa Chile marcando un triplete en la goleada por 6-0 sobre el conjunto pirata. Volvió a anotar en la segunda jornada del Torneo de Apertura 2016 en el triunfo por 2-1 sobre Huachipato y luego en la cuarta en la derrota con San Luis (3-4). El 11 de agosto marcó el gol de triunfo en la victoria por 1-0 sobre Libertad en el Estadio Monumental por la ida de la primera fase de la Copa Sudamericana 2016, y en la vuelta en el Estadio Dr. Nicolás Leoz el equipo de Nicolás Córdova ganó por 3-0 clasificándose a la siguiente fase por un 4-0 global.
El 15 de septiembre marcó el único gol en el triunfo por 1-0 sobre Real Garcilaso lo que le valió la clasificación a octavos de final a Palestino al imponerse por un global de 3-2 tras haber igualado 2-2 en Perú. En la llave de octavos de final se enfrentaron al poderoso Flamengo de Brasil, la ida se jugó el 21 de septiembre en el Estadio Monumental donde los locales cayeron por 1-0 con solitario gol de Emerson Sheik, la revancha se jugó una semana después en el Estadio Kléber Andrade de Vitória y el equipo árabe daría el batacazo eliminado al conjunto brasileño por 2-1 (2-2 global, gol de visitante) con goles de Roberto Cereceda y Leonardo Valencia, Alan Patrick descontó para el local. El 1 de octubre volvió a marcar por el Apertura luego de dos meses, un doblete en el empate 2-2 con Deportes Iquique por la Fecha 8, en la siguiente jornada marcó un triplete en la goleada por 5-1 sobre Deportes Antofagasta.
Ya en la Copa Sudamericana quedaron emparejados con San Lorenzo de Almagro por los cuartos de final, la ida se jugó el 20 de octubre en el Nuevo Gasómetro Palestino cayó 2-0 con goles de Martín Cauteruccio y Nicolás Blandi, la vuelta se jugó una semana después en Chile y los árabes ganaron por la cuenta mínima con gol del Leo Valencia pero quedaron fueron por un global de 1-2 en contra.
Ya regresando al Torneo de Apertura marcó goles en las victorias contra Deportes Temuco (2-0) y Unión Española (2-0) y también en la derrota ante Colo Colo (1-2) en la última fecha. Su equipo realizaría una regular campaña en el campeonato finalizando sexto y clasificándose directamente para la Copa Sudamericana 2017. Con Nicolás Córdova volvería a recuperar su olfato goleador marcando quince goles en 27 partidos durante todo el semestre, por el Torneo de Apertura serían diez goles en quince partidos, por la Copa Chile 2016 tres goles en cuatro encuentros y finalmente por la Copa Sudamericana dos goles en ocho encuentros, formando parte de una histórica campaña del club a nivel internacional llegando a cuartos de final.

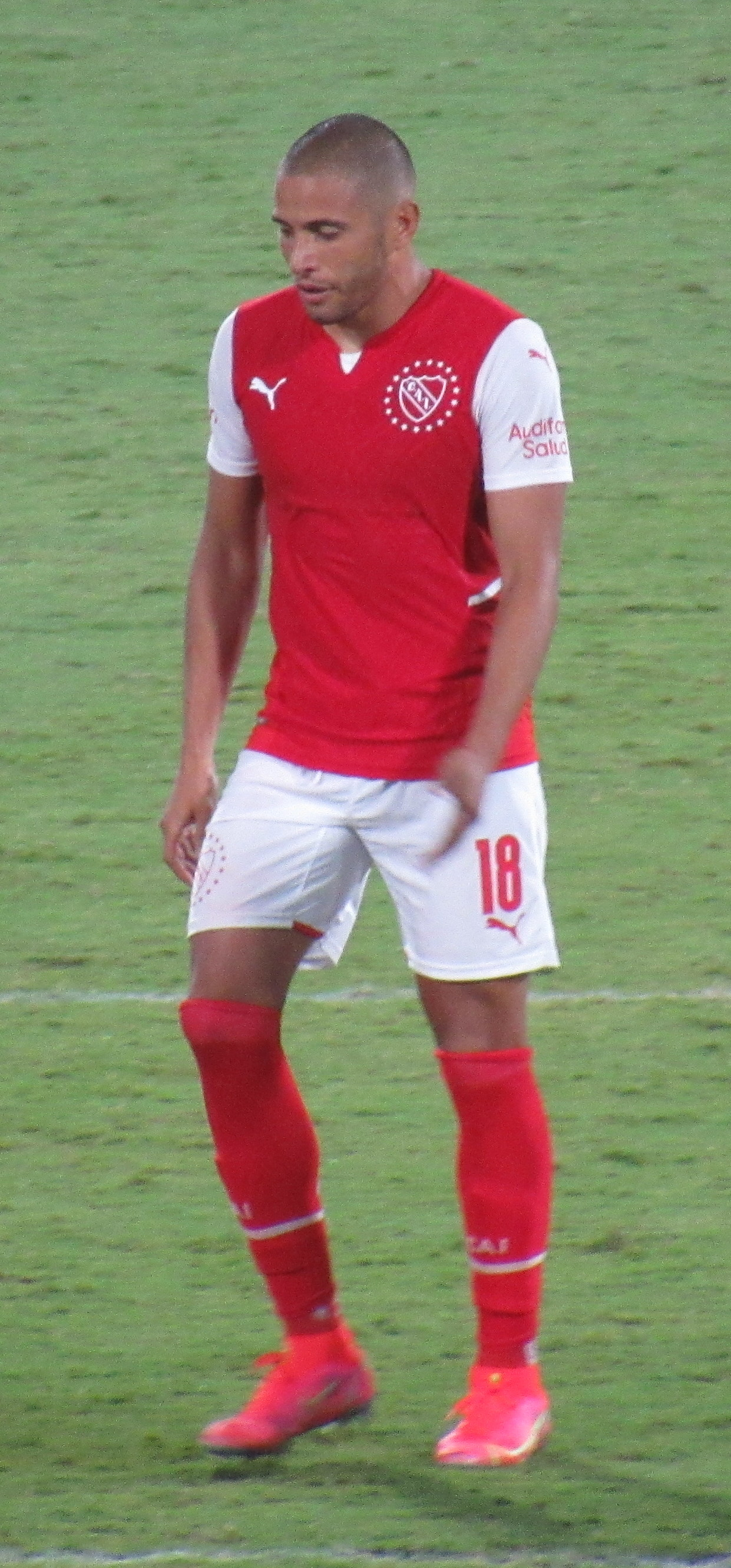
Benegas en Independiente

### Regreso a Universidad de Chile
Este buen rendimiento le permitió regresar a Universidad de Chile en enero de 2017.
Marcó su primer gol en su regreso el 17 de febrero de 2017 ante Huachipato por la tercera fecha del Torneo de Clausura al minuto 8 tras un centro preciso de Gonzalo Espinoza y Benegas cabeceó sin marca en la boca del arco marcando el 1-0 parcial, finalmente la U caería por 2-1. El 20 de mayo se jugó la última fecha del torneo y la U llegaba con la primera opción de levantar la corona por sobre Colo Colo, pues si vencían a San Luis en el Nacional eran campeones, al minuto 21 tras un saque lateral de Benegas, Jean Beausejour desbordó por izquierda centrando al área y Felipe Mora intento un cabezazo; la pelota quedó ahí mismo en el área chica y aprovecha para disparar y batir a Matías Cano poniendo el 1-0 definitivo con el que los azules fueron campeones del Torneo de Clausura bajando así su 18° estrella, Benegas saldría al minuto 56 por David Pizarro recibiendo un emotivo abrazo del DT Ángel Guillermo Hoyos.
Jugó gran parte de ese campeonato marcando solo un gol en doce partidos (11 de titular), pero siendo parte del equipo campeón.
El 22 de julio marcó su segundo gol como laico desde su regreso en el triunfo por 2-0 sobre Ñublense por la Anexo:Primera Fase de la Copa Chile 2017. El 20 de agosto sufriría una grave lesión en el sufrido triunfo de la U por 3-2 sobre Huachipato por la cuarta fecha del Torneo de Transición, esto transcurrido al minuto 22 tras quedar complicado tras un choque con Omar Merlo, siendo el delantero el que se lanzó al ataque y quedó mal parado, sería atendido unos minutos fuera del campo de juego por molestias en la rodilla izquierda y finalmente al minuto 33 sería sustituido por Sebastián Ubilla, luego de unos exámenes echos se confirmó lo peor, el delantero sufrió una rotura de ligamento cruzado anterior y una pequeña lesión de menisco externo, su recuperación tardaría cerca de seis meses, y por ende podrá volver a jugar en lo que resta del 2017. Justo cuando en ese momento era titular inamovible para Ángel Guillermo Hoyos.

### Regreso a Palestino y Curicó Unido
En diciembre de 2020, tras no renovar contrato con Universidad de Chile, pese a los deseos del técnico Hernán Caputto, se anuncia su regreso a Palestino. Tras una temporada en el conjunto tetracolor donde jugó 28 partidos y marcó 5 goles, en marzo de 2021 se anuncia su fichaje por Curicó Unido.

### Independiente
A comienzos de 2022 llega al Club Atlético Independiente como agente libre proveniente de Curicó Unido. Su llegada se dio por pedido expreso del entrenador Eduardo Dominguez, quien ya había sido compañero suyo en Huracán.

### Colo Colo
El 11 de enero de 2023, es anunciado como nuevo jugador de Colo-Colo.

### Unión Española
A mediados de la temporada 2024, Benegas firmó en la Unión Española.

## Selección nacional
El 11 de octubre de 2020, tras la lesión de Juan Carlos Gaete, el técnico de la Selección de fútbol de Chile Reinaldo Rueda convocó a Benegas con vistas al partido ante Colombia, válido por las Clasificatorias Mundialistas para Catar 2022. Benegas estuvo en el banco de suplentes en el empate 2:2 entre La Roja y el combinado colombiano.

### Participaciones en Clasificatorias a Copas del Mundo
| Eliminatorias            | País  | Resultado | Posición | Partidos | Goles |
| ------------------------ | ----- | --------- | -------- | -------- | ----- |
| Eliminatorias Catar 2022 | Catar | Eliminado | 7°       | 0        | 0     |

## Estadísticas

### Clubes
| Club                              | Div.          | Temporada     | Liga  | Liga  | Copas nacionales | Copas nacionales | Torneos internacionales | Torneos internacionales | Total | Total |
| Club                              | Div.          | Temporada     | Part. | Goles | Part.            | Goles            | Part.                   | Goles                   | Part. | Goles |
| --------------------------------- | ------------- | ------------- | ----- | ----- | ---------------- | ---------------- | ----------------------- | ----------------------- | ----- | ----- |
| Independiente Rivadavia Argentina | 3.ª           | 2006-07       | 3     | 0     | —                | —                | —                       | —                       | 3     | 0     |
| Independiente Rivadavia Argentina | 2.ª           | 2007-08       | 23    | 1     | —                | —                | —                       | —                       | 23    | 1     |
| Independiente Rivadavia Argentina | 2.ª           | 2008-09       | 16    | 5     | —                | —                | —                       | —                       | 16    | 5     |
| Independiente Rivadavia Argentina | Total club    | Total club    | 42    | 6     | 0                | 0                | 0                       | 0                       | 42    | 6     |
| Huracán Argentina                 | 1.ª           | 2009-A        | 4     | 0     | —                | —                | —                       | —                       | 4     | 0     |
| Huracán Argentina                 | 1.ª           | 2010-C        | 13    | 1     | —                | —                | —                       | —                       | 13    | 1     |
| Huracán Argentina                 | Total club    | Total club    | 17    | 1     | 0                | 0                | 0                       | 0                       | 17    | 1     |
| CAI Argentina                     | 2.ª           | 2010-11       | 11    | 2     | —                | —                | —                       | —                       | 11    | 2     |
| CAI Argentina                     | Total club    | Total club    | 11    | 2     | 0                | 0                | 0                       | 0                       | 11    | 2     |
| Deportivo Armenio Argentina       | 3.ª           | 2010-11       | 9     | 0     | —                | —                | —                       | —                       | 9     | 0     |
| Deportivo Armenio Argentina       | Total club    | Total club    | 9     | 0     | 0                | 0                | 0                       | 0                       | 9     | 0     |
| Deportivo Laferrere Argentina     | 4.ª           | 2011-12       | 31    | 13    | 0                | 0                | —                       | —                       | 31    | 13    |
| Deportivo Laferrere Argentina     | Total club    | Total club    | 31    | 13    | 0                | 0                | 0                       | 0                       | 31    | 13    |
| Unión La Calera · Chile           | 1.ª           | 2012          | 8     | 2     | 5                | 1                | —                       | —                       | 13    | 3     |
| Unión La Calera · Chile           | 1.ª           | 2013          | 16    | 6     | —                | —                | —                       | —                       | 16    | 6     |
| Unión La Calera · Chile           | 1.ª           | 2013-14       | 29    | 12    | —                | —                | —                       | —                       | 29    | 12    |
| Unión La Calera · Chile           | 1.ª           | 2014-15       | 15    | 10    | 5                | 4                | —                       | —                       | 20    | 14    |
| Unión La Calera · Chile           | Total club    | Total club    | 68    | 30    | 10               | 5                | 0                       | 0                       | 78    | 35    |
| Universidad de Chile · Chile      | 1.ª           | 2014-15       | 15    | 8     | —                | —                | 6                       | 1                       | 21    | 9     |
| Universidad de Chile · Chile      | 1.ª           | 2015-16       | 11    | 2     | 12               | 3                | —                       | —                       | 23    | 5     |
| Audax Italiano · Chile            | 1.ª           | 2015-16       | 10    | 2     | —                | —                | —                       | —                       | 10    | 2     |
| Audax Italiano · Chile            | Total club    | Total club    | 10    | 2     | 0                | 0                | 0                       | 0                       | 10    | 2     |
| Palestino · Chile                 | 1.ª           | 2016-17       | 15    | 10    | 4                | 2                | 8                       | 2                       | 27    | 14    |
| Universidad de Chile · Chile      | 1.ª           | 2016-17       | 12    | 1     | —                | —                | 1                       | 0                       | 13    | 1     |
| Universidad de Chile · Chile      | 1.ª           | 2017          | 4     | 0     | 2                | 1                | —                       | —                       | 6     | 1     |
| Universidad de Chile · Chile      | 1.ª           | 2018          | 5     | 1     | 4                | 2                | —                       | —                       | 9     | 3     |
| Universidad de Chile · Chile      | 1.ª           | 2019          | 18    | 7     | 6                | 1                | 2                       | 0                       | 26    | 8     |
| Universidad de Chile · Chile      | Total club    | Total club    | 65    | 18    | 24               | 7                | 9                       | 1                       | 98    | 27    |
| Palestino · Chile                 | 1.ª           | 2020          | 28    | 5     | —                | —                | 4                       | 2                       | 32    | 7     |
| Palestino · Chile                 | Total club    | Total club    | 43    | 15    | 4                | 2                | 12                      | 4                       | 59    | 21    |
| Curicó Unido · Chile              | 1.ª           | 2021          | 24    | 11    | 2                | 1                | —                       | —                       | 26    | 12    |
| Curicó Unido · Chile              | Total club    | Total club    | 24    | 11    | 2                | 1                | 0                       | 0                       | 26    | 12    |
| Independiente Argentina           | 1.ª           | 2022          | 23    | 6     | 13               | 4                | 5                       | 3                       | 41    | 13    |
| Independiente Argentina           | Total club    | Total club    | 23    | 6     | 13               | 4                | 5                       | 3                       | 41    | 13    |
| Colo-Colo · Chile                 | 1.ª           | 2023          | 20    | 6     | 3                | 0                | 4                       | 0                       | 25    | 6     |
| Colo-Colo · Chile                 | 1.ª           | 2024          | 0     | 0     | 0                | 0                | 0                       | 0                       | 0     | 0     |
| Colo-Colo · Chile                 | Total club    | Total club    | 20    | 6     | 3                | 0                | 4                       | 0                       | 25    | 6     |
| Total carrera                     | Total carrera | Total carrera | 359   | 110   | 56               | 19               | 30                      | 8                       | 447   | 138   |
| 1. 2. 3.                          |               |               |       |       |                  |                  |                         |                         |       |       |

### Tripletes
| Partidos en los que anotó tres o más goles | Partidos en los que anotó tres o más goles | Partidos en los que anotó tres o más goles       | Partidos en los que anotó tres o más goles | Partidos en los que anotó tres o más goles | Partidos en los que anotó tres o más goles | Partidos en los que anotó tres o más goles |
| N.º                                        | Fecha                                      | Estadio                                          | Partido                                    | Goles                                      | Resultado                                  | Competición                                |
| ------------------------------------------ | ------------------------------------------ | ------------------------------------------------ | ------------------------------------------ | ------------------------------------------ | ------------------------------------------ | ------------------------------------------ |
| 1                                          | 5 de enero de 2014                         | El Cobre, El Salvador                            | Cobresal - Unión La Calera                 |                                            | 1 - 5                                      | Torneo Clausura 2014                       |
| 2                                          | 11 de octubre de 2014                      | Huachipato-CAP Acero, Talcahuano                 | Huachipato - Unión La Calera               |                                            | 0 - 4                                      | Torneo Apertura 2014                       |
| 3                                          | 15 de octubre de 2016                      | Municipal de La Cisterna, Santiago (La Cisterna) | Palestino - Deportes Antofagasta           |                                            | 5 - 1                                      | Torneo Apertura 2016                       |

## Palmarés
| Título             | Club                    | País      | Año    |
| ------------------ | ----------------------- | --------- | ------ |
| Argentino A        | Independiente Rivadavia | Argentina | 2007   |
| Supercopa de Chile | Universidad de Chile    | Chile     | 2015   |
| Copa Chile         | Universidad de Chile    | Chile     | 2015   |
| Primera División   | Universidad de Chile    | Chile     | 2017-C |
| Copa Chile         | Colo Colo               | Chile     | 2023   |